# Arzon
Arzon é uma comuna francesa na região administrativa da Bretanha, no departamento Morbihan. Estende-se por uma área de 8,95 km². Em 2010 a comuna tinha 2 165 habitantes (densidade: 241,9 hab./km²).